# آمپاهیمانگا
آمپاهیمانگا (به لاتین: Ampahimanga) یک منطقهٔ مسکونی در ماداگاسکار است که در آریوونیمامو واقع شده‌است. آمپاهیمانگا ۱۶٬۱۸۴ نفر جمعیت دارد و ۱٬۲۵۸ متر بالاتر از سطح دریا واقع شده‌است.